# Lithophane semiusta
Lithophane semiusta là một loài bướm đêm trong họ Noctuidae.